# Liste des gouverneurs de Californie
Ceci est la liste des gouverneurs de Californie depuis qu'elle est devenue un État des États-Unis d'Amérique en 1850.

## 1846-1849
- Entre 1846 et 1849, la Californie est placée sous l'autorité d'un gouverneur militaire nommé par le gouvernement fédéral. À noter que contrairement à la plupart des autres États américains, la Californie n'a jamais été auparavant un territoire organisé des États-Unis (qui disposait d'un gouverneur civil nommé par le gouvernement fédéral).

1. 1846 : John Drake Sloat
2. 1846-1847 : Robert Field Stockton
3. 1847 : John C. Frémont
4. 1847 : Stephen W. Kearny
5. 1847-1849 : Richard Barnes Mason (intérim)
6. 1849 : Persifor Frazer Smith
7. 1849 : Bennet C. Riley (en)

## 1849-présent
Avec l'adoption de la Constitution de la Californie en 1849, elle élit alors un gouverneur comme les autres États américains. Le premier entre en fonction en décembre 1849, 10 mois avant que la Californie ne soit admise officiellement dans l'Union (septembre 1850). 
| No | Portrait     | Nom                        | Dates | Dates | Parti | Parti                    | Profession            |
| -- | ------------ | -------------------------- | ----- | ----- | ----- | ------------------------ | --------------------- |
| 1  |              | Peter Burnett              | 1849  | 1851  |       | Démocrate                | Militaire             |
| 2  |              | John McDougall             | 1851  | 1852  |       | Démocrate                | Lieutenant-gouverneur |
| 3  |              | John Bigler                | 1852  | 1856  |       | Démocrate                | Avocat                |
| 4  |              | John Neeley Johnson        | 1856  | 1858  |       | Américain (Know-Nothing) | Avocat                |
| 5  |              | John B. Weller             | 1858  | 1860  |       | Démocrate                | Homme d'affaires      |
| 6  |              | Milton Latham              | 1860  | 1860  |       | Démocrate                | Douanier              |
| 7  |              | John G. Downey             | 1860  | 1862  |       | Démocrate                | Agent immobilier      |
| 8  |              | Leland Stanford            | 1862  | 1863  |       | Républicain              | Homme d'affaires      |
| 9  |              | Frederick Low              | 1863  | 1867  |       | Républicain              |                       |
| 10 |              | Henry Huntly Haight        | 1867  | 1871  |       | Démocrate                |                       |
| 11 |              | Newton Booth               | 1871  | 1875  |       | Républicain              |                       |
| 12 |              | Romualdo Pacheco (intérim) | 1875  | 1875  |       | Républicain              |                       |
| 13 |              | William Irwin              | 1875  | 1880  |       | Démocrate                |                       |
| 14 |              | George Clement Perkins     | 1880  | 1883  |       | Républicain              |                       |
| 15 |              | George Stoneman            | 1883  | 1887  |       | Démocrate                |                       |
| 16 |              | Washington Bartlett        | 1887  | 1887  |       | Démocrate                |                       |
| 17 |              | Robert Whitney Waterman    | 1887  | 1891  |       | Républicain              |                       |
| 18 |              | Henry Markham              | 1891  | 1895  |       | Républicain              |                       |
| 19 |              | James Budd                 | 1895  | 1899  |       | Démocrate                |                       |
| 20 |              | Henry Gage                 | 1899  | 1903  |       | Républicain              |                       |
| 21 |              | George Pardee              | 1903  | 1907  |       | Républicain              |                       |
| 22 |              | James Gillett              | 1907  | 1911  |       | Républicain              |                       |
| 23 |              | Hiram Johnson              | 1911  | 1917  |       | Républicain              |                       |
| 23 | Progressiste | Hiram Johnson              | 1911  | 1917  |       |                          |                       |
| 24 |              | William Stephens           | 1917  | 1923  |       | Républicain              |                       |
| 25 |              | Friend William Richardson  | 1923  | 1927  |       | Républicain              |                       |
| 26 |              | Clement Calhoun Young      | 1927  | 1931  |       | Républicain              |                       |
| 27 |              | James Rolph                | 1931  | 1934  |       | Républicain              |                       |
| 28 |              | Frank Merriam              | 1934  | 1939  |       | Républicain              |                       |
| 29 |              | Culbert Olson              | 1939  | 1943  |       | Démocrate                |                       |
| 30 |              | Earl Warren                | 1943  | 1953  |       | Républicain              |                       |
| 31 |              | Goodwin Knight             | 1953  | 1959  |       | Républicain              |                       |
| 32 |              | Pat Brown                  | 1959  | 1967  |       | Démocrate                |                       |
| 33 |              | Ronald Reagan              | 1967  | 1975  |       | Républicain              | Acteur                |
| 34 |              | Jerry Brown                | 1975  | 1983  |       | Démocrate                | Avocat                |
| 35 |              | George Deukmejian          | 1983  | 1991  |       | Républicain              |                       |
| 36 |              | Pete Wilson                | 1991  | 1999  |       | Républicain              |                       |
| 37 |              | Gray Davis                 | 1999  | 2003  |       | Démocrate                |                       |
| 38 |              | Arnold Schwarzenegger      | 2003  | 2011  |       | Républicain              | Acteur                |
| 39 |              | Jerry Brown                | 2011  | 2019  |       | Démocrate                | Avocat                |
| 40 |              | Gavin Newsom               | 2019  | -     |       | Démocrate                |                       |

## Compléments